# Senebhenas

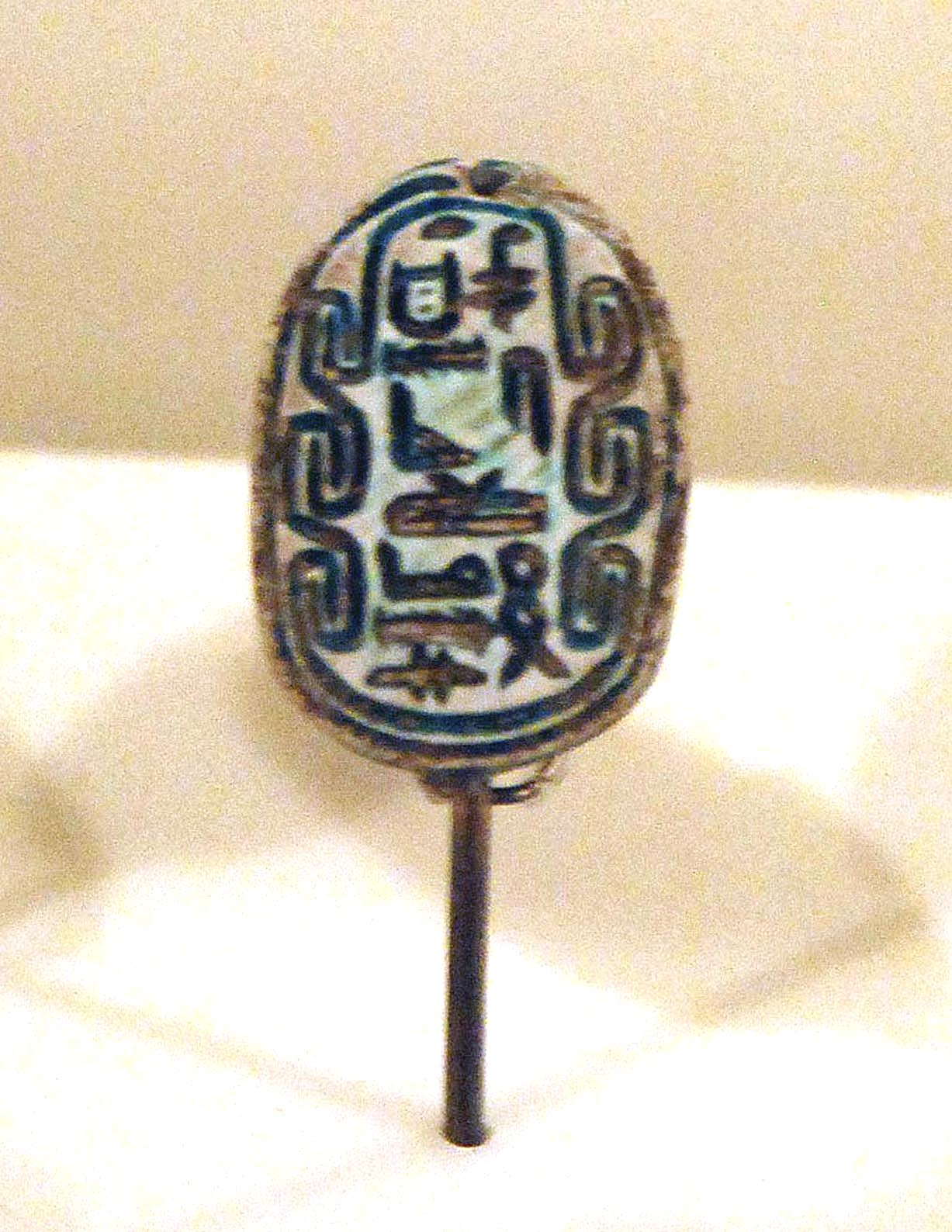
Selo de Escaravelho de Senebhenas

Senebhenas (snb-ḥnˁ = s, "A saúde está com ela") era a esposa e rainha consorte do antigo rei egípcio Sobekhotep III, que reinou na 13ª Dinastia, por volta de 1750 a.C. A rainha é conhecida principalmente por uma estela de rocha no Wadi el-Hol. Lá ela carrega uma longa sequência de títulos, incluindo os títulos de senhora de todas as terras, esposa do rei e unida à coroa branca . Ela é apresentada em pé atrás da mãe do rei, Jewhetibew, indicando que ela era a esposa principal do rei, já que uma segunda esposa com o nome de Neni também é conhecida e apresentada atrás.